# Graugrüner Milchling
Der Graugrüne Milchling (Lactarius blennius) ist eine Pilzart aus der Familie der Täublingsverwandten. Der mittelgroße Blätterpilz hat einen braungrünen bis olivgrauen Hut, den meist konzentrisch angeordnete Flecken zieren. Druckstellen an den weißen bis cremefarbenen Lamellen verfärben olivgrau-fleckig. Seine scharf schmeckende, weiße Milch trocknet graugrünlich ein. Als einer der häufigsten Begleitpilze der Rotbuche ist der Milchling in den europäischen Buchenwäldern weit verbreitet. Die Fruchtkörper erscheinen im Sommer und Herbst. Aus dem Pilz wurden einige pharmakologisch interessante Inhaltsstoffe isoliert. Der scharf schmeckende Milchling ist kein Speisepilz.

## Merkmale

### Makroskopische Merkmale
Der Graugrüne Milchling hat einen 3–7(–10) cm breiten Hut. Anfangs gewölbt breitet er sich flach aus und erscheint selbst im Alter meist nur wenig vertieft. Er ist blass oliv- bis graugrün gefärbt, manchmal auch braungrünlich bis graubraun. Vor allem zum Hutrand hin hat er dunklere, bräunliche und mehr oder weniger kreisförmig angeordnete Flecken, sodass er teilweise wie gezont erscheint. Der Hutrand ist anfangs eingerollt und bleibt lange Zeit eingebogen. Bei Nässe wird die klebrig-schmierige Oberfläche oft sehr schleimig.
Die leicht bogigen, gedrängt stehenden Lamellen sind erst weißlich und werden später cremeweiß bis gräulich. Sie sind am Stiel gerade angewachsen oder laufen allenfalls kaum daran herab. Bei Verletzung oder an Druckstellen bekommen sie olivgraue bis graubraune Flecken. Das Sporenpulver ist gelblich.
Der 3–5(–7) cm lange und 1–2 cm dicke Stiel ist blasser als der Hut und zur Basis hin meist unterschiedlich stark verjüngt. Er ist weißlich oder blass grünlich- bis rosagrau gefärbt und bei feuchter Witterung etwas klebrig. Im Alter wird der Stiel häufig hohl.
Das Fleisch ist weiß und verändert seine Farbe auch bei Verletzungen oder im Alter nicht oder kaum. Es schmeckt nach einigen Sekunden scharf und hat einen kaum wahrnehmbaren, angenehm würzigen Geruch. Auch die Milch ist weiß und verfärbt sich an der Luft nur sehr langsam und kaum merklich gräulich. Eingetrocknet ist sie blass grünlich-grau.

### Mikroskopische Merkmale
Die breitelliptischen bis rundlichen Sporen sind 6,4–8,3 µm lang und 5,1–6,5 µm breit. Der Quotient aus Sporenlänge und -breite liegt zwischen 1,2 und 1,3. Das Sporenornament wird bis zu 1 µm hoch und besteht aus einzelnen Warzen und unterschiedlich langen Rippen, die meist parallel angeordnet und nur spärlich netzartig miteinander verbunden sind. An den zylindrisch bis keulig geformten, 32–41 µm langen und 9–10 µm breiten Basidien reifen manchmal zwei, meist aber vier Sporen heran.
Die zahlreichen Cheilomakrozystiden sind spindel- bis pfriemförmig und messen 20–54 × 4–10 µm. Die ähnlich geformten, aber weniger zahlreichen Pleuromakrozystiden sind 40–85 µm lang und 7–10 µm breit.
Die stark gelatinisierte Huthaut besteht aus parallel liegenden, 1–3 µm breiten Pilzfäden mit aufsteigenden, nach oben verbogenen Enden. Dazwischen liegen einzelne, wenig auffällige Saftröhren (Lactiferen), die sich unter Einwirkung von Kalilauge gelblich verfärben.
Die Fasern der Ektomykorrhiza sind hellbraun bis beige gefärbt. Sie sind regelmäßig monopodial-pyramidal verzweigt. Unverzweigte Enden verlaufen gerade; Rhizomorphen sind selten.

## Artabgrenzung
Der Graugrüne Milchling kann leicht mit dem etwas größeren und sehr variablen Braunfleckenden Milchling (Lactarius fluens, Syn. L. blennius var. fluens) verwechselt werden. Da sich beide Arten nur geringfügig unterscheiden, halten viele Mykologen den Braunfleckenden Milchling lediglich für eine Varietät des Graugrünen Milchlings. Sein Hut ist kaum schmierig und hat meist einen cremefarbenen bis weißlichen Rand, der sich in der Regel deutlich von der übrigen Hutfarbe absetzt. Außerdem sind die Lamellen bereits in der Jugend cremefarben. Die Sporen sind ein wenig größer, rundlicher und kräftiger ornamentiert. Der Braunfleckende Milchling scheint weniger streng an die Rotbuche gebunden zu sein – häufig kann man ihn auch bei Hainbuchen finden. Er wächst bevorzugt auf kalkhaltigen oder lehmigen Böden.

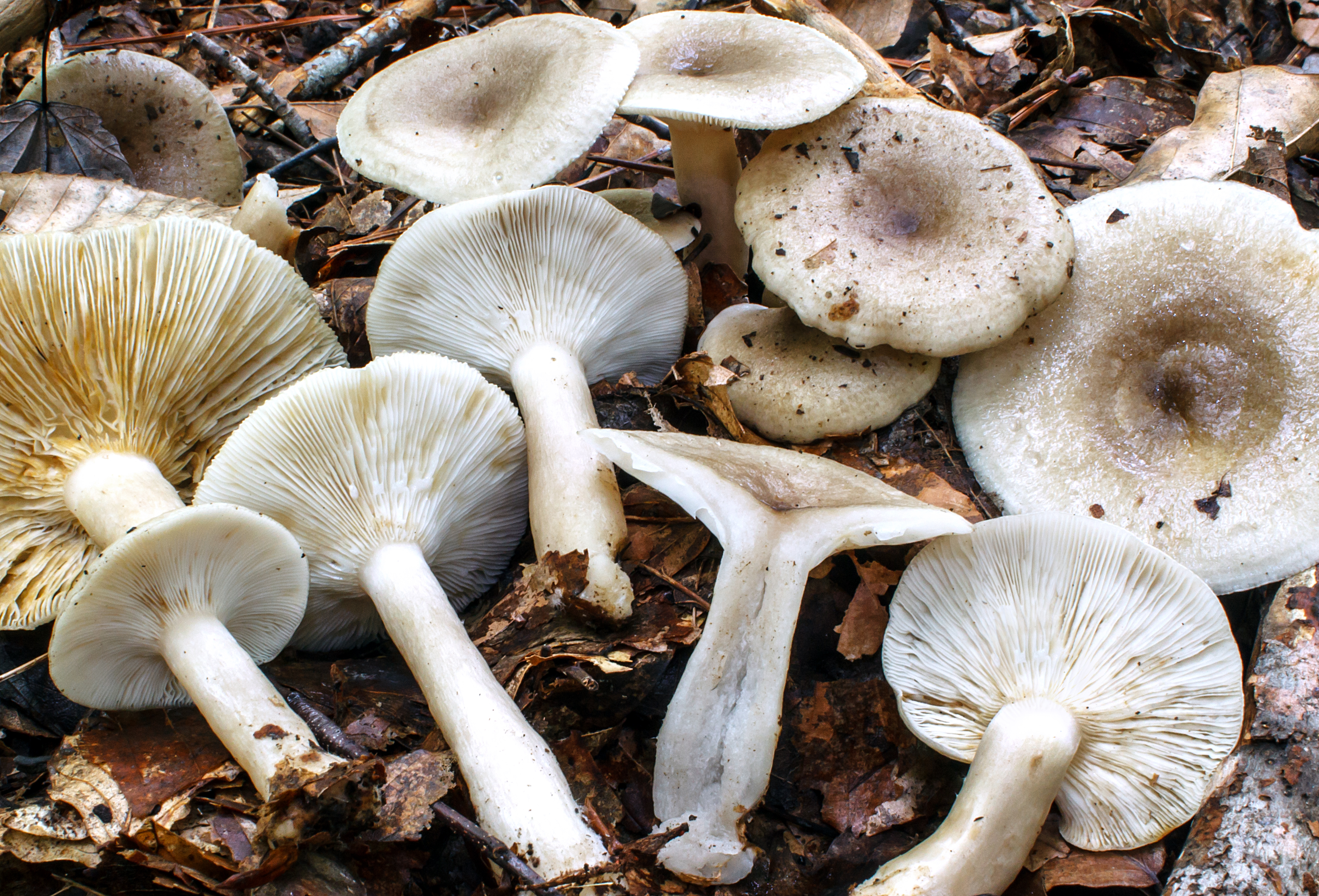
Lactarius cinereus aus Nordamerika ist mit der Amerikanischen Buche vergesellschaftet.
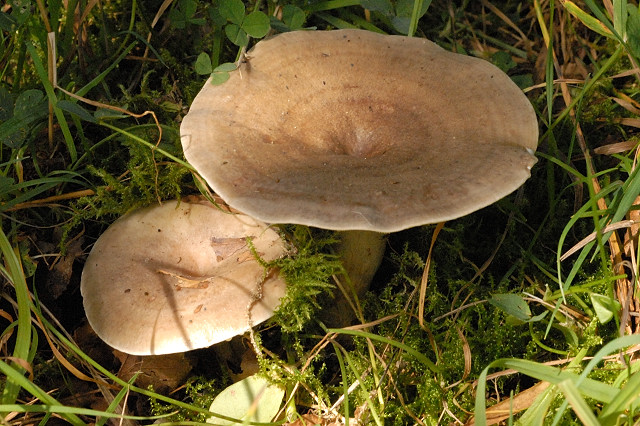
Der Braunfleckende Milchling kann sehr ähnlich aussehen.
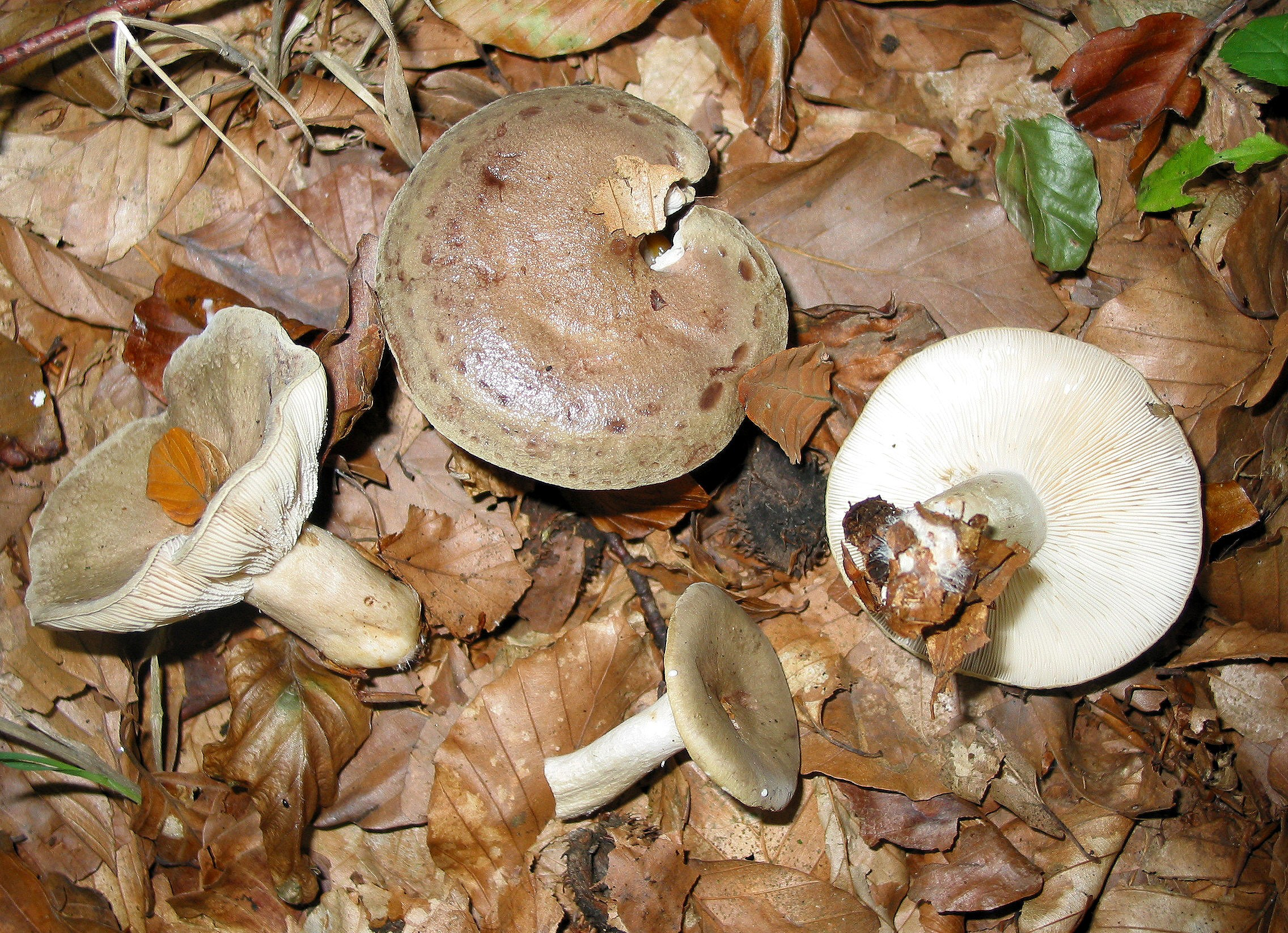
Der Graugrüne Milchling hat zumindest jung reinweiße Lamellen.

## Ökologie
Als Ektomykorrhizapilz ist der Graugrüne Milchling ein strikter Rotbuchenbegleiter. Nur in Ausnahmefällen geht er auch eine Symbiose mit Hainbuchen und Eichen ein.
Er ist eine Charakterart der heimischen Buchenwälder und Buchenmischwälder, die keine besonderen Ansprüche an den Boden stellt. So kann man den Milchling in kalkreicheren Haargersten-, Orchideen-, in eher neutralen Waldmeister- und in sauren Hainsimsen-Buchenwäldern finden. Er wächst aber auch in montanen Buchen- und Buchen-Tannenwäldern. Zusammen mit Rotbuchen kommt er auch in diversen Hainbuchen-Eichen-, Edellaubbaum-Misch- und in bodensauren Fichten-Tannen- und Fichtenwäldern vor. Selbst in Parkanlagen kann man ihn gelegentlich unter Rotbuchen finden.
Die Fruchtkörper erscheinen einzeln bis gesellig von Ende Juni bis in den November hinein. Der Pilz ist planar bis hoch montan verbreitet, kommt also vom Tiefland (Nordsee- und Ostseeküste) bis ins Höhere Bergland vor. Im Schwarzwald erreicht die Art 1050 m NN, in Italien in der Garfagnana und den Abruzzen eine Höhe von 1600 m und in den Schweizer Alpen eine Höhe von 1800 m NN. Die niedrigsten Vorkommen gibt es an der Nord- und Ostseeküste und auf den westfriesischen Inseln. Sein Verbreitungsmaximum hat der Pilz aber in der collinen (Hügelland) und montanen Höhenstufe.

## Verbreitung

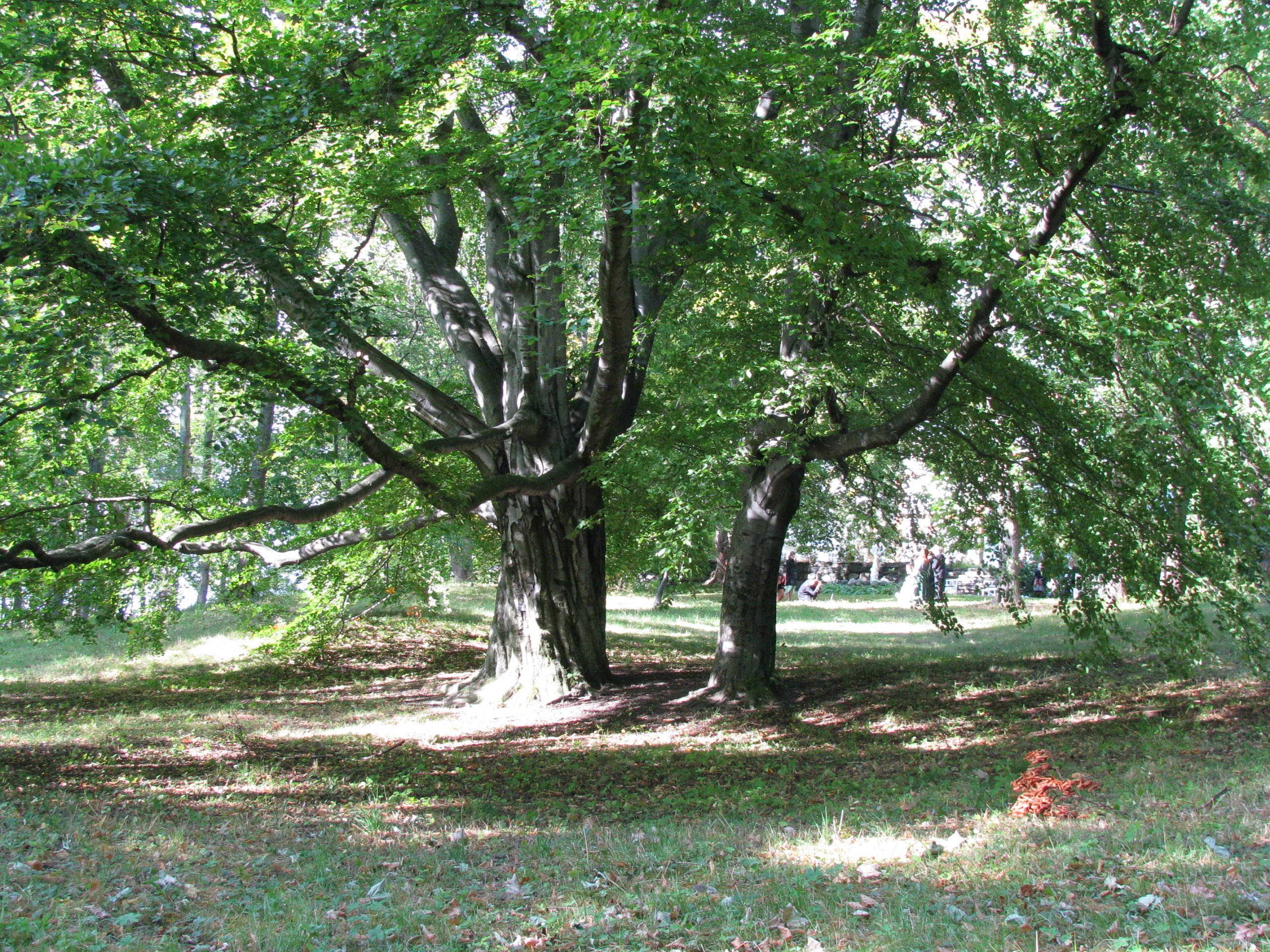
Unter dieser 200 Jahre alten Rotbuche (Ringvebøka), die im Ringve Botanical Garden in Trondheim steht, befindet sich einer der nördlichsten Standorte des Graugrünen Milchlings.

Der Graugrüne Täubling kommt in Europa und nach G.J. Krieglsteiner auch in Nordafrika (Marokko) und Nordasien (Ostsibirien) vor. In Europa entspricht sein Verbreitungsgebiet dem Rotbuchenareal. Der Milchling ist überall dort häufig, wo auch sein Mykorrhizapartner, die Rotbuche wächst. Obwohl die Irische Insel und Schottland nicht zum natürlichen Verbreitungsgebiet gehören, ist der Pilz heute dort durch Buchenanpflanzungen eine häufige Art. Aber auch auf den Hebriden oder in Südwestfinnland (Åland und Varsinais-Suomi) kann man den Pilz in Buchenpflanzungen finden. Den nördlichsten Punkt seiner Verbreitung hat der Pilz in Norwegen am Trondheimfjörd. Hier befinden sich auch die nördlichsten, gepflanzten Rotbuchenwälder. Der südlichste Punkt seiner Verbreitung liegt wahrscheinlich in Sizilien, wo auch die Rotbuche ihren südlichsten Vorposten hat. Der letzte Nachweis aus Marokko stammt von 1951, daher ist es unklar, ob der Milchling heute dort noch vorkommt.
Die Art ist in Deutschland, Österreich und der Schweiz weit verbreitet und häufig und zählt dort mit zu den häufigsten Milchlingen.

## Systematik

### Taxonomie
Der wissenschaftliche Name des Graugrünen Milchlings lautet Lactarius blennius (Fr. 1815: Fr 1821) Fr. 1838. Diesen erhielt er durch Elias Magnus Fries, der ihn 1815 als Agaricus blennius beschrieb, bevor er ihn 1838 in seinem Werk „Epicrisis systematis mycologici“ in die Gattung Lactarius stellte. Dies war allerdings nicht die erste wissenschaftliche Beschreibung des Milchlings. Bereits 1794 hatte Heinrich Adolph Schrader die Art als Agaricus viridis beschrieben. Der jüngere Friessche Name hat laut Artikel 13 des Internationalen Codes der Nomenklatur für Algen, Pilze und Pflanzen Priorität, da Pilznamen, die in Fries’ „Systema mycologicum“, (Band 1 bis 3) oder im „Elenchus fungorum“ (Band 1 und 2) genannt werden, sanktioniert sind und damit gegenüber älteren Namen Vorrang haben. Somit entsteht die Autorenangabe, bei der sich das erste Namenskürzel in der Klammer auf den „Erstautor“, in diesem Fall Fries, und das zweite Namenskürzel auf den Saktionierungsautor (ebenfalls Fries) bezieht, der in seinem Werk „Systema Mycologicum“ auf seine Erstveröffentlichung verweist. Nach der Klammer folgt der Autor, der dem Taxon durch Neukombination einen neuen Namen gab, also wieder Fries.
Neben dem aktuell gültigen Namen, werden alle Namen, die sich auf Fries’ Erstbeschreibung Agaricus blennius Fr. beziehen als nomenklatorische Synonyme bezeichnet. Nomenklatorische Synonyme von Lactarius blennius sind Galorrheus blennius (Fr.) P. Kumm. und Lactifluus blennius.
Der Name Galorrheus blennius wurde 1871 von Paul Kummer vorgeschlagen, während Lactifluus blennius auf einen Vorschlag von Otto Kuntze (1891) zurückgeht. Agaricus viridis Schrad., Lactarius viridis (Schrad.) Quél. (1886), Lactarius blennius var. viridis (Schrad.) Quél. (1888) sind taxonomische Synonyme, da sie sich zwar auf die gleiche Art, nicht aber auf Fries’ Erstbeschreibung beziehen.
Etymologie
Das latinisierte Artattribut (Epitheton) „blennius“, das sich vom griechischen Wort blennos (Schleim) ableitet, ist ein Hinweis auf die bei Feuchtigkeit sehr schleimige Huthaut. Das lateinische Epitheton viridis bedeutet grün oder grünlich.

### Infragenerische Systematik

Maximum-Likelihood-Stammbaum von Lactarius blennius. Lactarius blennius ist nah verwandt mit L. fluens und L. cinereus. Der rRNA-Stammbaum wurde mit dem MEGA 5.20-Programm erstellt. Alle rDNA-Sequenzen stammen von der GenBank. Der Bootstraptest wurde mit 1000 Wiederholungen durchgeführt. Alle weiteren Informationen werden in der Bildbeschreibung angegeben.

Der Graugrüne Milchling wird von Heilmann-Clausen und Basso in die Untersektion Pyrogalini Singer gestellt, die ihrerseits in der Sektion Glutinosi Quel. steht. Die Vertreter der Untersektion haben feuchte, schmierige oder klebrige Hüte, die grünlich, gräulich oder bräunlich gefärbt sind. Ihre Milch ist im Normalfall weiß und bleibt so. Sie kann aber leicht grünlich oder gräulich eintrocknen. Die oft recht kleinen Sporen sind häufig zebrastreifig (zebroid) oder mehr oder weniger netzig ornamentiert.
Bon stellt den Graugrünen Milchling in die Sektion Vieti. Die Vertreter der Sektion haben schleimige bis klebrige Hüte. Ihre Milch wird an der Luft grau oder braun und verfärbt beim Eintrocknen die Lamellen. Alle Arten sind ungenießbar.
Die molekularbiologischen Daten (rDNA-Gene) zeigen, dass Lactarius blennius nahe mit Lactarius fluens und Lactarius cinerus verwandt ist. Die drei Arten sind allerdings deutlich voneinander getrennt und müssen als eigenständige Arten angesehen werden. Lactarius cinerus ist eine nordamerikanische Art, die mit Fagus grandifolia vergesellschaftet ist. Der Pilz gleicht den beiden europäischen Arten in vielerlei Hinsicht, ist aber insgesamt deutlich kleiner und hat schmalere Sporen. Außerdem zeigen die molekularbiologischen Untersuchungen, dass die von Heilmann-Clausen und Basso vorgeschlagene Untersektion Pyrogalini nicht monophyletisch ist, sondern Arten aus anderen Sektion und Untersektionen enthält.

### Formen und Varietäten
Der Graugrüne Milchling ist eine sehr variable Art, die durch Übergangsformen mit dem nah verwandten und noch variableren Braunfleckender Milchling (Lactarius fluens) verbunden ist. Bisweilen haben selbst Experten Schwierigkeiten die beiden Arten zu trennen. Daher stufte German J. Krieglsteiner 1999 den Braunfleckenden Milchling als Lactarius blennius var. fluens zur Varietät des Graugrünen Milchlings herab. Nach heutigem Stand (2013) wird der Braunfleckende Milchling von den meisten Mykologen als eigenständige Art angesehen. Bei der Varietät Lactarius blennius var. viridis (Schrad.) Quél. handelt es sich nur um ein taxonomisches Synonym des Graugrünen Milchlings (Siehe Abschnitt Taxonomie). Der dänische Mykologe Jakob Emanuel Lange beschrieb die beiden folgenden Formen.
| Lactarius blennius f. albidopallens J.E. Lange Lange beschrieb 1928 diese mittelgroße Form, die J. Blum 1976 zur eigenständigen Art erhob. Heute wird die Form zu Lactarius fluens gestellt. Der Hut ist 5–7 cm breit, schmutzig weiß, etwas gezont und schmutzig gräulich gefärbt. Die Form ist selten und wächst in Laubwäldern.                                                                | Holotypus von Lactarius blennius f. albidopallensLange |
| Lactarius blennius f. virescens J.E. Lange Die Form, die heute nicht mehr von der Normalform unterschieden wird, wurde 1940 von Lange folgendermaßen beschrieben. Der Hut ist kleiner als bei der Normalform, oft nur 4–5 cm breit, ziemlich blass, oliv-grünlich, mit mehr oder weniger deutlichen Flecken. Der Stiel ist ziemlich schlank. Die Forma virescens ist seltener als die Normalform. | Lactarius blennius forma virescens-Lange               |

## Bedeutung

### Speisewert
Während Phillips ihn als essbar in gekochtem Zustand, jedoch als wenig begehrenswert einstuft, bewerten andere Autoren den Graugrünen Milchling als ungenießbar oder gar giftig. Die Milch des Milchlings schmeckt scharf und bitter. Theoretisch ließe sich der Graugrüne Milchling durch mehrmaliges Abkochen genießbar machen, wie man es in Osteuropa bei vielen scharf schmeckenden Milchlingen macht.

### Inhaltsstoffe

Sesquiterpene des Graugrünen Milchlings

Das Vorkommen von Sesquiterpenen bei Milchlingen ist seit langem bekannt. Bei dieser sehr umfangreichen Stoffgruppe handelt es sich um Terpene mit 15 C-Atomen, die aus drei Isopreneinheiten gebildet werden. Sesquiterpene sind zwar typisch für die Milchlinge, sie kommen aber innerhalb der Ordnung der Täublingsartigen (Russulales) bei vielen Gattungen vor. Sie sind für den scharfen Geschmack dieser Pilze verantwortlich, sie können aber auch mild oder bitter schmecken.
In der Vergangenheit haben sich mehrere Arbeitsgruppen mit den Sesquiterpenen des Graugrünen Milchling beschäftigt und kamen zu recht unterschiedlichen Ergebnissen. Von den insgesamt 16 nachgewiesenen Sesquiterpenen wurden lediglich 5 von mehr als einer Arbeitsgruppe isoliert. Dabei handelt es sich um die Lactarane Blennin A, Blennin D, Lactaronifin A und das Secolactaran Blennin C, sowie das Furanolactaran Furandiol.
Ein Grund für diese Unregelmäßigkeit könnte sein, dass die untersuchten Fruchtkörper unterschiedlichen Arten oder Unterarten angehörten. Besonders wahrscheinlich ist dies, wenn die Arten auf verschiedenen Kontinenten gesammelt wurden. Große Unterschiede können ebenfalls beobachtet werden, wenn unterschiedliche Extraktionsmethoden verwendet wurden. Bei vielen der in der Vergangenheit isolierten Verbindungen handelt es sich wahrscheinlich um Artefakte, da die isolierten Verbindungen sehr labil sind und leicht spontan weiter reagieren. Artefakte treten besonders dann auf, wenn Alkohole als Lösungsmittel für die Aufbewahrung und Extraktion verwendet wurden. Somit sind besonders die Ergebnisse der älteren Arbeiten mit gewissen Unsicherheiten behaftet.
Die cytotoxischen Sesquiterpen-Aldehyde gehören wahrscheinlich zum chemischen Abwehrsystem des Pilzes. Sie schützen den Pilz vor Parasiten und Fraßfeinden. In intakten und unverletzten Fruchtkörpern scheint es nur sehr wenige Sesquiterpene zu geben. Oft wurde nur eine einzige Verbindung nachgewiesen, beim Graugrünen Milchling ist es wohl Stearoyl-Velutinal. Es handelt sich dabei um einen Sesquiterpen-Ester, bei dem das Terpen mit einer Fettsäure (Stearinsäure) verestert ist. Die Ester befinden sich in den Lactiferen der Milchlinge und sind dafür verantwortlich, dass diese sich mit Sulfobenzaldehyd-Reagenzien anfärben lassen. Wird der Fruchtkörper verletzt, werden sie in ein Sesquiterpen-Aldehyd und die Fettsäure gespalten. Anschließend wird das Aldehyde meist mehr oder weniger schnell zum Alkohol reduziert. Die Reduktion wird als Entgiftungsreaktion gedeutet, da die Aldehyde auch für den Pilz selbst toxisch sind. Sesquiterpen-Aldehyde sind auch für den scharfen Geschmack der Pilze verantwortlich, die Schärfe entsteht daher oft erst beim Kauen der Fruchtkörper, wenn die Ester gespalten und die Aldehyde freigesetzt werden.
Blennin A und C sind auch pharmakologisch interessante Substanzen. In Zellkulturversuchen mit RBL-1- oder PBL-Zellen konnte gezeigt werden, dass beide Blennine einen stark inhibitorischen Effekt auf die Leukotrien C4-Biosynthese haben. Leukotriene sind Gewebshormone, die vorwiegend von den Weißen Blutkörperchen gebildet werden und bei vielen Entzündungsreaktionen eine wichtige Rolle spielen. Das Leukotrien C4 spielt bei allergischen Reaktionen eine wesentliche Rolle. Es steigert die Kapillarpermeabilität und bewirkt ein Zusammenziehen der Bronchien. Die Hemmung der Biosynthese hat daher eine entzündungshemmende Wirkung. Das Lactaran Sesquiterpen Blennin A wurde zum ersten Mal aus Lactarius blennius isoliert, es kommt aber auch bei anderen Milchlingen und weiteren Pilzen wie Lentinellus cochleatus vor.
Für die grünliche Hutfarbe des Milchlings ist ein Farbpigment verantwortlich, das Blennion genannt wird. Es handelt sich dabei um ein Diphenylquinonderivat, das möglicherweise aus zwei 3,6-Dihydroxyanthranilsäure-Einheiten gebildet wird.